# Costituzione della Romania
La Costituzione della Romania (in romeno Constituția României) è la legge fondamentale che stabilisce la struttura del governo della Romania, i diritti e i doveri dei cittadini e l'iter per l'approvazione delle leggi. Sta alla base della legittimità del governo della Romania.
La Costituzione è stata modificata recentemente con un referendum nazionale tenutosi il 18 e 19 ottobre 2003. La modifica costituzionale, entrata in vigore il 29 ottobre 2003, ha recato alcune importanti modifiche alla struttura della Carta fondamentale.

## Struttura
La Costituzione del 1991, rivista nel 2003, consta di 156 articoli, divisi in otto sezioni principali, detti "titoli":
- Titolo I: principi generali
- Titolo II: diritti fondamentali, libertà e doveri
- Titolo III: autorità pubblica
- Titolo IV: economia e finanza pubblica
- Titolo V: Corte costituzionale
- Titolo VI: integrazione euroatlantica
- Titolo VII: revisione della Costituzione
- Titolo VIII: disposizioni finali e transitorie.

## Storia
Il Regulamentul Organic, votato dalle rispettive Assemblee di Moldavia e Vallachia sotto l'occupazione della Russia imperiale nel 1831-1832, fu la prima legge organica che assegnò una Costituzione ai Principati danubiani. Rimase in vigore fino al 1858, quando la guerra di Crimea rimosse le due nazioni dall'influenza russa e confermò il dominio di diverse potenze europee con il Trattato di Parigi. La Convenzione di Parigi del 1858 rimase il documento essenziale fino all'elezione di Alexandru Ioan Cuza come Domnitor sulle due nazioni unite, ma fu sostituita dalla legge emessa da Cuza, intitolata Statutul dezvoltător al Convenţiei de la Paris ("Statuto che espande la Convenzione di Parigi") nel 1864.
La prima costituzione dei Principati uniti (in seguito Regno) di Romania fu adottata il 1º luglio 1866. Dopo l'espansione del territorio nazionale nel 1918, fu approvata una nuova Costituzione il 29 marzo 1923, invalidata dal re Carlo II quando nel 1938 affermò il suo regime autoritario contro il Fronte di Rinascita Nazionale: la nuova costituzione aveva uno stampo corporatista. Questo documento fu annullato nel 1940 con il governo dello Stato Nazionale Legionario. Dopo la dittatura di Ion Antonescu, terminata nel 1944, fu rimessa in vigore la costituzione del 1923.
La nuova costituzione della Romania comunista fu adottata nel 1948, seguendo il modello sovietico, con varianti che apparvero nella costituzione del 1952 e del 1965 (la prima delle quali affermava la costruzione del socialismo e la seconda che affermava la vittoria del socialismo). Lo stato mutò da repubblica popolare a stato socialista. Il regime comunista cadde a seguito della rivoluzione rumena del 1989 e gran parte della Costituzione della Repubblica Socialista di Romania del 1965 fu sospesa, anche se alcune parti rimasero in vigore fino all'adozione della nuova Carta costituzionale.

## Testo originario del 1991
La Costituzione rumena del 1991 fu redatta da una commissione di parlamentari e specialisti di diritto costituzionale ed è stata poi approvata dal Parlamento, riunito come assemblea costituente, con 414 voti favorevoli e 95 contrari il 21 novembre 1991, pubblicato lo stesso giorno sul Monitorul Oficial; ed è stata approvata mediante il referendum costituzionale dell'8 dicembre 1991, con un voto favorevole del 77,3% degli elettori.
La Costituzione del 1991 conteneva 7 titoli e 152 articoli. La Romania è definita come "Stato nazionale, sovrano, indipendente, unitario e indivisibile". La forma di governo è una repubblica, guidata da un presidente che ha un mandato quinquennale ed è eleggibile per un secondo mandato; egli rappresenta lo Stato rumeno nelle relazioni interne ed esterne, assicura l'obbedienza alla costituzione e il corretto funzionamento delle istituzioni statali, ed è il garante dell'indipendenza, dell'unità e dell'integrità dello stato. Il Parlamento è "l'organo supremo rappresentativo del popolo rumeno e l'unica autorità legislativa", è bicamerale (Camera dei deputati e Senato) ed è eletto per quattro anni. Dopo che il Primo ministro è stato nominato dal presidente, il Parlamento convalida la composizione e il programma del governo e può destituire il governo a seguito di una mozione di sfiducia. La costituzione prevede i diritti civili e le libertà fondamentali e crea l'ufficio del difensore civico rumeno per garantire il rispetto di tali diritti e libertà.

## Referendum costituzionale del 2003

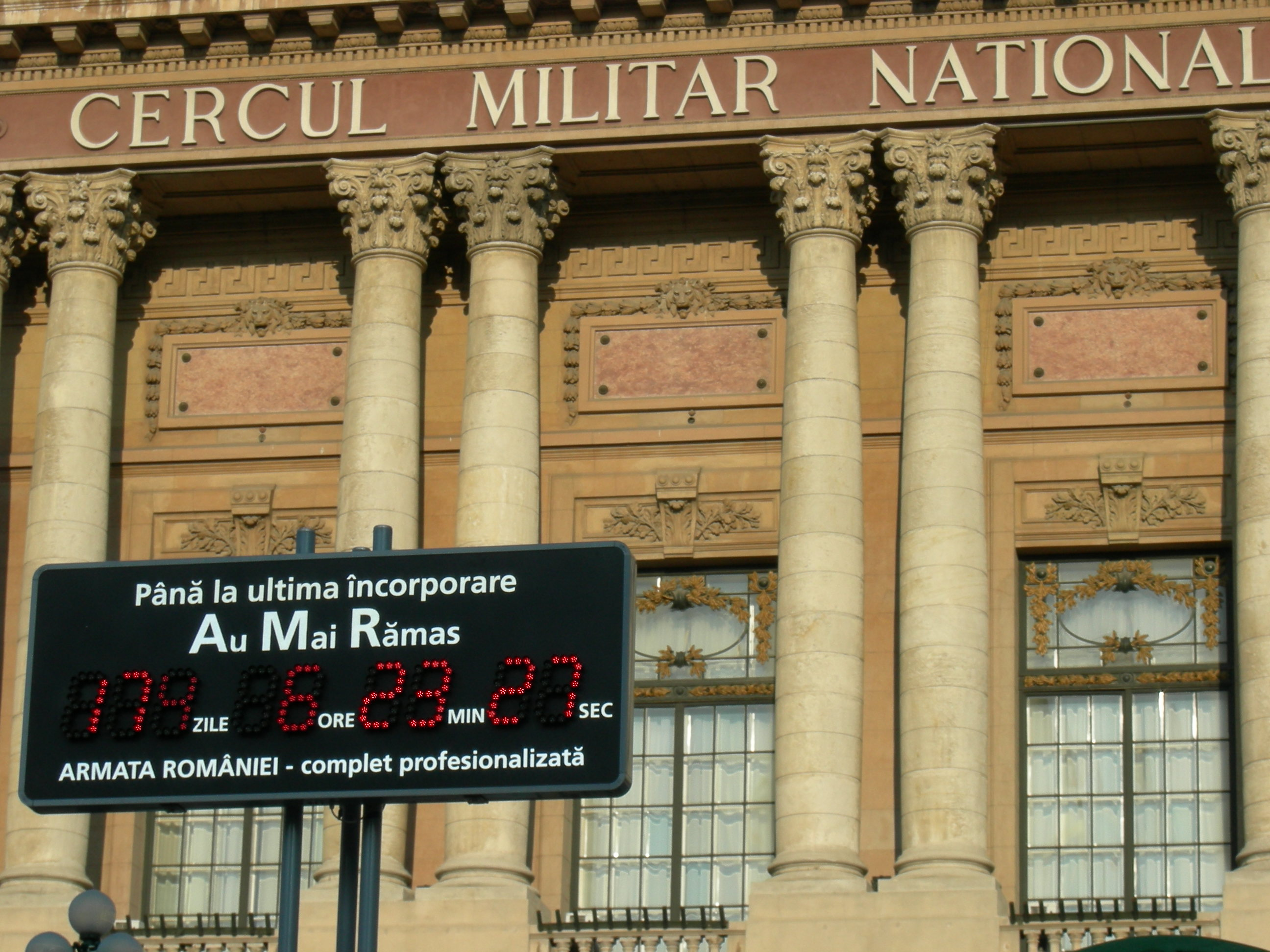
Cartello di fronte al Cercul Militar Naţional che conteggia i giorni necessari alla "completa professionalizzazione" dell'esercito rumeno, che coincide con la fine della coscrizione

Le modifiche alla Costituzione del 1991 furono approvate dal Parlamento della Romania e furono adottate con un referendum costituzionale tenutosi il 18 e 19 ottobre 2003. Il 55,7% degli aventi diritto si recò a votare e l'89,7% dei votanti deliberò in favore delle modifiche. Il nuovo testo della Costituzione entrò in vigore il 29 ottobre 2003.
Più della metà degli articoli fu sottoposto a modifica. I più importanti cambiamenti riguardarono:
- le minoranze nazionali hanno il diritto ad utilizzare la propria lingua nativa nei rapporti con le amministrazioni governative e con la giustizia.
- la legge garantisce e protegge la proprietà privata (precedentemente la proprietà era solo "protetta" ma non "garantita").
- il mandato del Presidente della Romania viene esteso a 5 anni (precedentemente era di 4 anni).
- la coscrizione militare è regolata da una legge.
- viene limitata l'immunità parlamentare.
- con l'ingresso della Romania nell'Unione europea, i cittadini degli stati dell'UE hanno il diritto a votare e a concorrere come candidati nelle elezioni locali.
- l'ingresso dell'UE e nella NATO non richiederà ulteriori referendum.

Il referendum del 2003 è stato contestato da alcune organizzazioni non governative e dalla stampa, a causa delle informazioni non veritiere fornite al pubblico e per l'utilizzo di fondi pubblici per la campagna a favore del Sì. Ad esempio, il numero di voti crebbe del 20% nelle ultime 5 ore dell'apertura dei seggi e il comitato elettorale attribuì questo evento alle stazioni mobili per il voto distribuite nei luoghi pubblici più frequentati.

## Referendum costituzionale del 2018
Il 6 e 7 ottobre 2018 si è svolto il secondo referendum costituzionale, al fine di proporre la modifica dell'articolo 48 della Costituzione, che stabilisce che la famiglia si fonda sul matrimonio liberamente concordato tra "i coniugi", con la possibilità di contrarre matrimonio solo da parte di "un uomo e una donna", rendendo così illegali il matrimonio tra persone dello stesso sesso e la poligamia. Con un'affluenza del 21,1% non è stato raggiunto il quorum.